# Patrula cățelușilor
Patrula cățelușilor (în engleză Paw Patrol) este o serie canadiană de televiziune animată CGI, creată de Keith Chapman. Seria este produsă de Spin Master Entertainment în asociere cu TVOntario și Nickelodeon, cu animație oferită de Guru Studio. În Canada, seria este difuzată în principal pe TVOntario, care a difuzat mai întâi previzualizările seriei în august 2013. Seria a avut premiera pe Nickelodeon în Statele Unite pe 12 august 2013. În România, serialul se difuzează pe canalul Nick Jr..
Seria se concentrează asupra unui băiat numit Ryder, care conduce o echipă de câini de căutare și de salvare, cunoscută sub numele de Patrula cățelușilor. Aceștia lucrează împreună în misiuni pentru a proteja comunitatea din Golful Aventurii. Fiecare câine are un set specific de competențe bazate pe o profesie reală, cum ar fi un pompier și un ofițer de poliție. Toți locuiesc în casele care se pot transforma în vehicule personalizate atunci când este necesar. Ei sunt, de asemenea, echipați cu rucsaci care conțin instrumente care se referă la locurile de muncă ale puilor.
Spin Master a dezvoltat seria într-o franciză media și a lansat o linie continuă de jucării bazate pe ea.Vânzările de jucării au generat milioane de dolari în venituri pentru corporație și au crescut prezența Spin Master în piața de jucării preșcolare.Seria și produsele asociate au primit o varietate de premii și nominalizări de la asociații precum Academia de Cinematografie și Televiziune Canadiană și Academia de Arte și Științe ale Televiziunii.

## Format
Fiecare episod din Patrula cățelușilor urmează un model similar și prezintă teme recurente. Episoadele se deschid în mod normal, cu o scenă care descriu câinii care trăiesc în viața lor de zi cu zi, jucându-se adesea cu jucării de câine sau frecventând activități la locul de joacă. Ryder, un băiat de zece ani, este prevenit de o problemă ce urmează să se întâmple în golf prin primirea unui apel de ajutor sau prin asistarea unei situații în sine. Cel mai frecvent apelant este un biolog marin predispus la accidente numit Căpitanul Turbot, care știe multe despre viața sălbatică a Golfului Aventurii. Ryder întotdeauna alertează câinii prin lănțișoarele lor de membrii oficiali ai patrulei care clipesc. Membrii echipei se raportează la baza lor și intră în lift. În general, Marshall sosește ultimul, provocând căzături, alunecări și rostogoluri care îi fac pe ceilalți câini să râdă în timpul urcării cu ascensorul. Când ajung la ultimul etaj, se aranjează într-o linie. Chase anunță că echipa este pregătită de acțiune deoarece Ryder le spune puilor ce sa întâmplat. El alege mai mulți membri ai echipei, în mod normal doi,care ajută la rezolvarea problemei care a apărut.Coboară pe tobogan spre vehiculele lor și își termină misiunea. Când au terminat, Ryder spune fraza lui: "Ori de câte ori ai probleme,doar strigă după ajutor!" Și felicită puii.

## Personaje

### Membrii Patrulei cățelușilor
- Chase - este un ciobănesc german și este liderul înnăscut al grupului. Este un detectiv grozav și are o intuiție foarte bună.
- Marshall - este un pui de dalmațian și un cățel-pompier foarte atent. Este puțin cam neîndemânatic, dar este foarte curajos.
- Rubble - este un buldog tânăr, aspru, morocănos, dar cu o inimă de aur. Adoră să-i ajute pe ceilalți folosindu-și capacitățile de constructor.
- Skye - este o minunată Cockapoo, agilă și rapidă, care înfruntă fără teamă orice aventură.
- Rocky - este un cățel metis pasionat de reciclare și ecologie. Este creativ și inventiv, ceea ce îi permite să se descurce în multe situații. Nu îi place apa.
- Zuma - este un labrador care iubește apa și este de mare ajutor în echipă, fiindcă are întotdeauna mii de idei.
- Everest - este o husky,care trăiește în munți cu Jake. Ea este de neîntrecut când aventurile o poartă pe gheață și pe zăpadă.
- Tracker - este un chihuahua alb-maroniu care trăiește în junglă cu Carlos. El vorbește fluent engleza și spaniola și servește ca puști de salvare a junglei.
- Robo-Cățel - este un câine robotizat care nu vorbește în propoziții. El servește ca șofer al vehiculelor Patrulei și îl ajută pe Ryder atunci când are nevoie.
- Ryder - este un băiat de 10 ani care este conducătorul grupului și care are grijă de prietenii noștri.
- Liberty - este cea mai nouă membră a patrulei și este un teckel.

## Rezumat
| Sezonul | Episoade | Episoade          | Difuzare originală | Difuzare originală |
| Sezonul | Episoade | Episoade          | Primul episod      | Ultimul episod     |
| ------- | -------- | ----------------- | ------------------ | ------------------ |
| 1       | 26       | 12 august 2013    | 12 august 2013     | 13 noiembrie 2013  |
| 2       | 26       | 13 august 2014    | 13 august 2014     | 2 martie 2015      |
| 3       | 26       | 20 noiembrie 2015 | 20 noiembrie 2015  | 22 august 2016     |
| 4       | 26       | 6 februarie 2017  | 6 februarie 2017   | 3 februarie 2018   |
| 5       | 26       | 6 februarie 2018  | 6 februarie 2018   | 21 ianuarie 2019   |
| 6       | 26       | 22 februarie 2019 | 22 februarie 2019  | 13 martie 2020     |
| 7       | 26       | 27 martie 2020    | 27 martie 2020     | 4 aprilie 2021     |
| 8       | 26       | 2 aprilie 2021    | 2 aprilie 2021     | 7 mai 2022         |
| 9       | 26       | 25 martie 2022    | 25 martie 2022     | 13 ianuarie 2023   |

## Episoade
| N/o          | Titlu în engleză                                                 | Titlu în română                                                                          | Premiera originală |
| ------------ | ---------------------------------------------------------------- | ---------------------------------------------------------------------------------------- | ------------------ |
|              |                                                                  |                                                                                          |                    |
| PRIMUL SEZON |                                                                  |                                                                                          |                    |
|              |                                                                  |                                                                                          |                    |
| 1            | Pups Make a Splash                                               | Cățelușii intră la apă                                                                   | 27 august 2013     |
| 1            | Pups Fall Festival                                               | Festivalul toamnei și cățeluși                                                           | 27 august 2013     |
| 2            | Pups Save the Sea Turtles                                        | Cățelușii salvează țestoasele de mare                                                    | 20 august 2013     |
| 2            | Pups and the Very Big Baby                                       | Cățelușii și puiul foarte mare                                                           | 20 august 2013     |
| 3            | Pups and the Kitty-tastrophe                                     | Cățelușii și pisica neascultătoare                                                       | 12 august 2013     |
| 3            | Pups Save a Train                                                | Cățelușii salvează un tren                                                               | 12 august 2013     |
| 4            | Pup Pup Boogie                                                   | Dansul cățelușilor                                                                       | 19 august 2013     |
| 4            | Pups in a Fog                                                    | Cățelușii în ceață                                                                       | 19 august 2013     |
| 5            | Pup Pup Goose                                                    | Cățelușii și gâștele                                                                     | 22 august 2013     |
| 5            | Pup Pup and Away                                                 | Cățelușii zboară                                                                         | 22 august 2013     |
| 6            | Pups on Ice                                                      | Cățeluși pe gheață                                                                       | 9 septembrie 2013  |
| 6            | Pups and the Snow Monster                                        | Cățelușii și monstrul de zăpadă                                                          | 9 septembrie 2013  |
| 7            | Pups Save the Circus                                             | Cățelușii salvează circul                                                                | 21 august 2013     |
| 7            | Pup a Doodle Do                                                  | Super cățelușii                                                                          | 21 august 2013     |
| 8            | Pups Pit Crew                                                    | Echipajul de cursă                                                                       | 26 august 2013     |
| 8            | Pups Fight Fire                                                  | Cățelușii se luptă cu focul                                                              | 26 august 2013     |
| 9            | Pups Save the Treats                                             | Cățelușii salvează gustările                                                             | 12 septembrie 2013 |
| 9            | Pups Get a Lift                                                  | Cățelușii sunt ridicați                                                                  | 12 septembrie 2013 |
| 10           | Pups and the Ghost Pirate                                        | Cățelușii și fantoma pirat                                                               | 13 septembrie 2013 |
| 11           | Pups Save Christmas                                              | Cățelușii salvează Crăciunul                                                             | 12 decembrie 2013  |
| 12           | Pups Get a Rubble                                                | Cățelușii îl primesc pe Rubble                                                           | 17 septembrie 2013 |
| 12           | Pups Save a Walrus                                               | Cățelușii salvează morsa                                                                 | 17 septembrie 2013 |
| 13           | Pups Save the Bunnies                                            | Cățelușii salvează iepurașii                                                             | 28 august 2013     |
| 13           | Pup-tacular                                                      | Super cățelușul                                                                          | 28 august 2013     |
| 14           | Pups Save the Bay                                                | Cățelușii salvează golful                                                                | 16 septembrie 2013 |
| 14           | Pups Save a Goodway                                              | Cățelușii îl salvează pe bunicul Grover                                                  | 16 septembrie 2013 |
| 15           | Pups Save a Hoedown                                              | Cățelușii salvează festivalul                                                            | 2 octombrie 2013   |
| 15           | Pups Save Alex                                                   | Cățelușii îl salvează pe Alex                                                            | 2 octombrie 2013   |
| 16           | Pups Save a School Day                                           | Cătelușii salvează prima zi de școală                                                    | 29 octombrie 2013  |
| 16           | Pups Turn on the Lights                                          | Cătelușii aprind luminile                                                                | 29 octombrie 2013  |
| 17           | Pups Save a Pool Day                                             | Cătelușii salvează ziua la piscină                                                       | 30 octombrie 2013  |
| 17           | Circus Pup Formers                                               | Cățelușii de la circ                                                                     | 30 octombrie 2013  |
| 18           | Pups Save Hunter Oggs                                            | Cățelușii savează venătoarea de ouă                                                      | 14 aprilie 2014    |
| 19           | Pups Go All Monkey                                               | Cățelușii savează un super cățeluș                                                       | 10 ianuarie 2014   |
| 19           | Pups Save a Hoot                                                 | Cățelușii îl savează pe Ryder                                                            | 10 ianuarie 2014   |
| 20           | Pups Save a Momey                                                | Cățelușii salvează maimuțica                                                             | 8 februarie 2014   |
| 20           | Pups Save a Toof                                                 | Cățelușii salvează o bufniță                                                             | 8 februarie 2014   |
| 21           | Pups Save the a Bat                                              | Cățelușii salvează un liliac                                                             | 15 februarie 2014  |
| 21           | Pups Save Tooth                                                  | Cățeluși salvează un dinte                                                               | 15 februarie 2014  |
| 22           | Pups Save Hikers                                                 | Cățelușii salvează excursioniștii                                                        | 22 februarie 2014  |
| 22           | Pups Save Verii Torbot                                           | Cățelușii și problema cu țestoasele                                                      | 22 februarie 2014  |
| 23           | Pups and the Beanstalk                                           | Cățelușii și vrejul de fasole                                                            | 1 martie 2014      |
| 23           | Pups Save the Turbots                                            | Cățelușii îi salvează pe verii Turbot                                                    | 1 martie 2014      |
| 24           | Pups and the Lighthouse Boogie                                   | Cățelușii și dansul de la far                                                            | 8 martie 2014      |
| 24           | Pups Save Ryder                                                  | Cățelușii îl salvează pe Ryder                                                           | 8 martie 2014      |
| 25           | Pups Great Race                                                  | Cursa cea mare a cățelușilor                                                             | 15 martie 2014     |
| 25           | Pups Take the Cake                                               | Cățelușii fac un tort                                                                    | 15 martie 2014     |
| 26           | Pups and the Pirate Treasure                                     | Cățelușii și comoara piraților                                                           | 22 martie 2014     |
| SEZONUL 2    |                                                                  |                                                                                          |                    |
| 27           | Pups Save the Penguins                                           | Cățelușii savează pinguinii                                                              | 22 august 2014     |
| 27           | Pups Save a Dolphin Pup                                          | Cățelușii savează un pui de delfin                                                       | 22 august 2014     |
| 28           | Pups Save the Space Alien                                        | Cățelușii salveză un extraterestru                                                       | 13 august 2014     |
| 28           | Pups Save a Flying Frog                                          | Cățelușii savează o broască zburătoare                                                   | 13 august 2014     |
| 29           | Pups Save Jake                                                   | Cățelușii salveză pe Jake                                                                | 27 august 2014     |
| 29           | Pups Save the Parade                                             | Cățelușii salvează parada                                                                | 27 august 2014     |
| 30           | Pups Save the Diving Bell                                        | Cățeluși salvează submarinul                                                             | 17 septembrie 2014 |
| 30           | Pups Save the Bevers                                             | Cățelușii salvează castorii                                                              | 17 septembrie 2014 |
| 31           | Pups save a Ghost                                                | Cățelușii salveză fantoma                                                                | 20 octombrie 2014  |
| 31           | Pups save a Show                                                 | Cățelușii salvează zăpada                                                                | 20 octombrie 2014  |
| 32           | The New Pup                                                      | Noul Cățeluș                                                                             | 18 octombrie 2014  |
| 33           | Pups’ Jungle Trouble                                             | Cățelușii și problema din junglă                                                         | 15 noiembrie 2014  |
| 33           | Pups Save a Herd                                                 | Cățelușii și problema junglei                                                            | 15 noiembrie 2014  |
| 34           | Pups and the Big Freeze                                          | Cățelușii și marea inghetită                                                             | 20 noiembrie 2014  |
| 34           | Pups Save Basketbal                                              | Cățeluși salvează baschetul                                                              | 20 noiembrie 2014  |
| 35           | Pups Save by As                                                  | Cățeluși salvează un As                                                                  | 22 octombrie 2014  |
| 35           | Pups Save Wedding                                                | Cățelușii salveză o nuntă                                                                | 22 octombrie 2014  |
| 36           | Pupies Save a Talent Show                                        | Cățelușii salvează un spectacol de talente                                               | 6 ianuarie 2015    |
| 36           | Pupies Save the Corn Roast                                       | Cățalușii salveză o friptură de porumb                                                   | 6 ianuarie 2015    |
| 37           | Pups Leave Marshall Home Alone                                   | Marshall e singur acasă                                                                  | 8 ianuarie 2015    |
| 37           | Pups Save the Deer                                               | Cățelușii salvează cerbul                                                                | 8 ianuarie 2015    |
| 38           | Pups Save the Parrot                                             | Cățalușii salvează papagalul                                                             | 14 februarie 2015  |
| 38           | Pups Save the Queen Bee                                          | Cățelușii o salvează pe regina albină                                                    | 14 februarie 2015  |
| 39           | Pups Save a Mer-Pup                                              | Cățelușii salvează o sirenă                                                              | 18 februarie 2015  |
| 40           | Puppies Save an Elephant Family                                  | Cățelușii salveză o familie de elefanți                                                  | 19 februarie 2015  |
| 40           | Puppies and the Mischievous Kittens                              | Cățelușii și pisoii obraznici                                                            | 19 februarie 2015  |
| 41           | Pups Save a Friend                                               | Cățelușii salvează un prieten                                                            | 13 februarie 2015  |
| 41           | Pups Save a Stowaway                                             | Cățelușii salvează un pasager cladestin                                                  | 13 februarie 2015  |
| 42           | Pups’ Adventures in Babysitting                                  | Cățelușii sunt dădace                                                                    | 4 martie 2015      |
| 42           | Pups Save the Fireworks                                          | Cățelușii salvează artificiile                                                           | 4 martie 2015      |
| 43           | Pups Save a Sniffle                                              | Cățelușii se luptă cu răceala                                                            | 21 martie 2015     |
| 43           | Pups and the Ghost Cabin                                         | Cățelușii și fantoma din cabină                                                          | 21 martie 2015     |
| 44           | Pups Save an Adventure                                           | Cățelușii salvează aventura                                                              | 9 aprilie 2015     |
| 44           | Pups Sace surprise                                               | Cățelușii salvează surpriza                                                              | 9 aprilie 2015     |
| 45           | Pup-Fu                                                           | Cățel-Fu                                                                                 | 1 septembrie 2015  |
| 46           | Pups Save the Mayor’s Race                                       | Cățelușii salvează cursa primarilor                                                      | 12 mai 2015        |
| 46           | Pups Save an Outlaw’s Loot                                       | Cățelușii salvează parada hoțului                                                        | 12 mai 2015        |
| 47           | Pups Save Walinda                                                | Cățelușii o salvează pe Walinda                                                          | 14 mai 2015        |
| 47           | Pups Save a Big Bone                                             | Cățelușii savează un os uriaș                                                            | 14 mai 2015        |
| 48           | Pups Save a Floundering Francois                                 | Cățelușii savează un Francois rătăcitor                                                  | 29 mai 2015        |
| 48           | Pups Save the Pop-Up Penguins                                    | Cățelușii savează pinguinii                                                              | 29 mai 2015        |
| 49           | Pups Save a Snowboard Competition                                | Cățelușii savează concursul de snowboard                                                 | 3 septembrie 2013  |
| 49           | Pups Save a Chicken of the Sea                                   | Cățelușii salvează găina mării                                                           | 3 septembrie 2013  |
| 50           | Pups Save a Pizza                                                | Cățelușii salvează o pizza                                                               | 24 august 2015     |
| 50           | Pups Save Skye                                                   | Cățelușii o salvează pe Skye                                                             | 24 august 2015     |
| 51           | Pups Save the Woof and Roll Show                                 | Cățelușii salvează concertul Ham                                                         | 15 septembrie 2015 |
| 51           | Pups Save an Eagie                                               | Cățelușii salvează un vultur                                                             | 15 septembrie 2015 |
| 52           | Pups and Dinosaurs                                               | Cățelușii și dinozaurii                                                                  | 16 septembrie 2015 |
| SEZONUL 3    |                                                                  |                                                                                          |                    |
| 53           | Pups Find a Genie                                                | Cățelușii găsesc un duh                                                                  | 20 noiembrie 2015  |
| 53           | Pups Save a Tightrope Walker                                     | Cățelușii salvează un acrobat pe sărmă                                                   | 20 noiembrie 2015  |
| 54           | Pups Save a Goldrush                                             | Cățelușii salvează o căutare de aur                                                      | 9 ianuarie 2016    |
| 54           | Pups Save the Paw Patroller                                      | Cățelușii salvează gardianul cățelușilor                                                 | 9 ianuarie 2016    |
| 55           | Pups Save a the Soccer Game                                      | Cățelușii salvează un meci fotbal                                                        | 16 februarie 2016  |
| 55           | Pups Save a Lucky Collar                                         | Cățelușii salvează o zgardă norocoasă                                                    | 16 februarie 2016  |
| 56           | Pups Save Alex’s Mini Patrol                                     | Cățelușii salveză mini patrula lui Alex                                                  | 18 februarie 2016  |
| 56           | Pups Save a Lost Tooth                                           | Cățelușii salvează un dinte pierdut                                                      | 18 februarie 2016  |
| 57           | Air Pups                                                         | Cățelușii aerelui                                                                        | 29 ianuarie 2016   |
| 58           | Pups Save Friendship Day                                         | Cățelușii salvează ziua prieteniei                                                       | 12 februarie 2016  |
| 59           | Pups Save Apollo                                                 | Cățelușii îl salvează pe Apollo                                                          | 31 martie 2016     |
| 59           | Pups Save the Hippos                                             | Cățelușii salvează Hipopotamii                                                           | 31 martie 2016     |
| 60           | Pups Save Daring Danny X                                         | Cățelușii îl salvează pe curajosul Danny X                                               | 24 martie 2016     |
| 60           | Pups a in Fix                                                    | Cățelușii repară tot                                                                     | 24 martie 2016     |
| 61           | Pups Save a Dragon                                               | Cățelușii salvează un dragon                                                             | 19 aprilie 2016    |
| 61           | Pups Save Three Little Pigs                                      | Cățelușii salvează cei trei porceluși                                                    | 19 aprilie 2016    |
| 62           | Pups Save a Stinky Flower                                        | Cățelușii salvează o floare urât mirositoare                                             | 12 mai 2016        |
| 62           | Pups Save a Monkey-naut                                          | Cățelușii salvează o maimuță-naut                                                        | 12 mai 2016        |
| 63           | Pups Save Polar Bears                                            | Cățelusii salvează urșii polari                                                          | 5 mai 2016         |
| 63           | A Pup in Sheep’s Clothing                                        | Un cățel în costum de oaie                                                               | 5 mai 2016         |
| 64           | Pups Sava a School Bus                                           | Cățelușii salvează un autobuz școlar                                                     | 24 mai 2016        |
| 64           | Pups Save the Songbirds                                          | Cățelușii salvează păsărelele simfonie                                                   | 24 mai 2016        |
| 65           | Pups Save Old Trusty                                             | Cățelușii salvează prietenul vechi                                                       | 26 mai 2016        |
| 65           | Pups Save a Pony                                                 | Cățelușii salvează un ponei                                                              | 26 mai 2016        |
| 66           | Pups Save Robo-saurus                                            | Cățelușii salvează un Robo-zaur                                                          | 23 iunie 2016      |
| 66           | Pups Save a Film Festival                                        | Cățelușii salvează un festival de film                                                   | 20 august 2016     |
| 67           | Tracker Joins the Pups                                           | Tracker se alătură cățelușilor                                                           | 13 august 2016     |
| 68           | Pups Bear-ly Save Danny                                          | Cățelușii salvează pe Danny cu greu                                                      | 14 august 2016     |
| 68           | Pups Save the Mayor’s Tulips                                     | Cățelușii salvează lalelele primăriței                                                   | 14 august 2016     |
| 69           | All Star Pups                                                    | Vedetele Cățeluși                                                                        | 20 august 2016     |
| 69           | Pups Save Sports Day                                             | Cățelușii salvează ziua sporturilor                                                      | 23 iunie 2016      |
| 70           | Pups in a Jam                                                    | Festivalul gemului                                                                       | 21 august 2016     |
| 70           | Pups Save a Windsurfing Pig                                      | Purcelușul face windsurfing                                                              | 21 august 2016     |
| 71           | Pups Get Growing                                                 | Legumele uriașe                                                                          | 17 septembrie 2016 |
| 71           | Pups Save a Space Toy                                            | Jucăria spațială                                                                         | 17 septembrie 2016 |
| 72           | Pups Get Skunked                                                 | Sconcsul                                                                                 | 24 septembrie 2016 |
| 72           | Pups and a Whale of Tale                                         | Balena                                                                                   | 24 septembrie 2016 |
| 73           | Parroting Pups                                                   | Imitați de papagal                                                                       | 16 septembrie 2016 |
| 73           | Merpups Save the Turbots                                         | Sirenele salvatoare                                                                      | 16 septembrie 2016 |
| 74           | The Pus’ Winter Wonder Show                                      | Festivalul iernii                                                                        | 1 decembrie 2016   |
| 75           | Pups Save the Gliding Tutbots                                    | Cățelușii salvează familia Turbot                                                        | 29 noiembrie 2016  |
| 75           | Pups Save a Plane                                                | Cățelușii salvează un avion                                                              | 29 noiembrie 2016  |
| 76           | Pups Save a Giant Plant                                          | Cățelușii salvează o plantă uriașă                                                       | 31 decembrie 2016  |
| 76           | Pups Get Stuck                                                   | Cățelușii magnetizați                                                                    | 31 decembrie 2016  |
| 77           | Pups Raise the PAW Patroller                                     | Cățelușii aduc la mal vehicule de comadă                                                 | 7 ianuarie 2017    |
| 77           | Pups Save the Crows                                              | Cățelușii salvează ciorile                                                               | 7 ianuarie 2017    |
| 78           | Pups Save Their Floating Friends                                 | Cățelușii își salvează prietenii                                                         | 14 ianuarie 2017   |
| 78           | Pups Save a Satellite                                            | Cățelușii salvează un satelit                                                            | 14 ianuarie 2017   |
| SEZONUL 4    |                                                                  |                                                                                          |                    |
| 79           | Pups Save a Blimp                                                | Cățelușii salvează un balon meteorologic                                                 | 6 februarie 2017   |
| 79           | Pups Save the Chili Cook-Off                                     | Cățelușii salvează un grătar                                                             | 6 februarie 2017   |
| 80           | Pups Save a Teeny Penguin                                        | Cățelușii salvează un pinguin micuț                                                      | 8 februarie 2017   |
| 80           | Pups Save the Cat Show                                           | Cățelușii salvează expoziția de pisici                                                   | 8 februarie 2017   |
| 81           | Pups Save a Playful Dragon                                       | Cățelușii salvează un dragon jucăuș                                                      | 18 martie 2017     |
| 81           | Pups Save the Critters                                           | Cățelușii salvează târâtoarele                                                           | 18 martie 2017     |
| 82           | Mission PAW: Quest for the Crown                                 | Cățeluși în misiune: Cățelușii caută coroana                                             | 24 martie 2017     |
| 83           | Pups Save a Sleepover                                            | Parteneri de somn                                                                        | 28 aprilie 2017    |
| 83           | Pups Save the Carnival                                           | Cățelușii salvează carnavalul                                                            | 28 aprilie 2017    |
| 84           | Pups Save Jake's Cake                                            | Cățelușii salvează torul lui Jake                                                        | 21 aprilie 2017    |
| 84           | Pups Save a Wild Ride                                            | Cățelușii salvează o plimbare sălbatică                                                  | 21 aprilie 2017    |
| 85           | Mission PAW: Royally Spooked                                     | Cățeluși în misiune: Speriați de groază                                                  | 14 aprilie 2017    |
| 85           | Pups Save Monkey-dinger                                          | Cățelușii salvează maimuța fugară                                                        | 14 aprilie 2017    |
| 86           | Pups Save the Flying Food                                        | Cățelușii salvează mâncarea zburătoare                                                   | 12 mai 2017        |
| 86           | Pups Save a Ferris Wheel                                         | Cățelușii salvează roata de bâlci                                                        | 12 mai 2017        |
| 87           | Pups Save a Sleepwalking Bear                                    | Cățelușii salvează ursul somnambul                                                       | 17 iunie 2017      |
| 87           | Pups Save Dude Ranch Danny                                       | Cățelușii il salvează pe Danny                                                           | 17 iunie 2017      |
| 88           | Mission PAW: Pups Save the Royal Throne                          | Cățeluși în misiune: Cățelușii salvează tronul regal                                     | 26 mai 2017        |
| 89           | Pups Save Big Hairy                                              | Cățelușii salvează marele blănos                                                         | 1 iulie 2017       |
| 89           | Pups Save a Flying Kitty                                         | Cățelușii salvează pisicuța zburătoare                                                   | 1 iulie 2017       |
| 90           | Pups Party with Bats                                             | Petrecere cu lilieci                                                                     | 8 iulie 2017       |
| 90           | Pups Save Sensei Yumi                                            | Cățelușii o salvează pe Sensei Yumi                                                      | 8 iulie 2017       |
| 91           | Sea Patrol: Pups Save a Baby Octopus                             | Patrula Mării: Cățelușii salvează un pui de caracatiță                                   | 7 iulie 2017       |
| 92           | Pups Save the Runaway Kitties                                    | Cățelușii salvează pisicile fugare                                                       | 21 august 2017     |
| 92           | Pups Save Tiny Marshall                                          | Cățelușii îl salvează pe micuțul Marshall                                                | 21 august 2017     |
| 93           | Pups Chill Out                                                   | Cățelușii se răcoresc                                                                    | 23 august 2017     |
| 93           | Pups Save Farmer Alex                                            | Cățelușii il salvează pe Alex                                                            | 23 august 2017     |
| 94           | Sea Patrol: Pups Save a Shark                                    | Patrula mării: Cățelușii salvează un rechin                                              | 8 septembrie 2017  |
| 94           | Sea Patrol: Pups Save the Pier                                   | Patrula mării: Cățelușii salvează pontonul                                               | 8 septembrie 2017  |
| 95           | Pups Save a Space Rock                                           | Cățelușii salvează piatra spațială                                                       | 19 septembrie 2017 |
| 95           | Pups Save a Good Mayor                                           | Cățelușii o salvează pe Primar Bun                                                       | 19 septembrie 2017 |
| 96           | Pups Save a City Kitty                                           | Cățelușii salvează o pisicuță de oraș                                                    | 21 septembrie 2017 |
| 96           | Pups Save a Cloud Surfer                                         | Cățelușii salvează un surfer pe nori                                                     | 21 septembrie 2017 |
| 97           | Sea Patrol: Pirate Pups to the Rescue                            | Patrula Mării: Cățelușii Pirați in misiune de salvare                                    | 20 octombrie 2017  |
| 98           | Pups Save the Mail                                               | Cățelușii salvează poșta                                                                 | 27 octombrie 2017  |
| 98           | Pups Save a Frog Mayor                                           | Cățelușii salvează un primar-broască                                                     | 27 octombrie 2017  |
| 99           | Pups Save the Runaway Turtles                                    | Cățelușii salvează țestoasele fugare                                                     | 7 noiembrie 2017   |
| 99           | Pups Save the Shivering Sheep                                    | Cățelușii salvează oile înfrigurate                                                      | 7 noiembrie 2017   |
| 100          | Sea Patrol: Pups Save a Frozen Flounder                          | Patrula Mării: Cățelușii salvează o barcă inghețată                                      | 6 noiembrie 2017   |
| 100          | Sea Patrol: Pups Save a Narwhal                                  | Patrula Mării: Cățelușii salvează un narval                                              | 6 noiembrie 2017   |
| 101          | Pups Save Luke Stars                                             | Cățelușii il salvează pe Luke Stars                                                      | 13 ianuarie 2018   |
| 101          | Pups Save Chicken Day                                            | Cățelușii salvează Ziua Găinii                                                           | 13 ianuarie 2018   |
| 102          | Pups Save Francois the Penguin                                   | Cățelușii îl salvează pinguinul lui Francois                                             | 20 ianuarie 2018   |
| 102          | Pups Save Daring Danny's Hippo                                   | Cățelușii salvează hipopotamul lui Danny                                                 | 20 ianuarie 2018   |
| 103          | Pups Save Baby Humdinger                                         | Cățelușii îl salvează pe bebelușul Humdinger                                             | 27 ianuarie 2018   |
| 103          | Pups Save a Piñata                                               | Cățelușii salvează o piñata                                                              | 27 ianuarie 2018   |
| 104          | Sea Patrol: Pups Save Puplantis                                  | Patrula Mării: Cățelușii salvează Cuțulantis                                             | 15 ianuarie 2018   |
| SPECIAL      |                                                                  |                                                                                          |                    |
| S01          | Mighty Pups                                                      | Super Cățeluși                                                                           | 6 octombrie 2018   |
| SEZONUL 5    |                                                                  |                                                                                          |                    |
| 105          | Pups Save the Kitty Rescue Crew                                  | Cățelușii salvează echipa de salvare a pisicuțelor                                       | 6 februarie 2018   |
| 105          | Pups Save an Ostrich                                             | Cățelușii salvează un struț                                                              | 6 februarie 2018   |
| 106          | Pups Save Big Paw                                                | Cățelușii salvează Marea Patrulă                                                         | 8 februarie 2018   |
| 106          | Pups Save the Hum-Mover                                          | Cățelușii salvează vehiculul Hum                                                         | 8 februarie 2018   |
| 107          | Sea Patrol: Pups Save a Sunken Sloop                             | Patrula Mării: Cățelușii salvează șalupa scufundată                                      | 19 februarie 2018  |
| 107          | Sea Patrol: Pups Save a Wiggly Whale                             | Patrula Mării: Cățelușii salvează o balenă                                               | 19 februarie 2018  |
| 108          | Pups Save a High-Flying Skye                                     | Cățelușii o salvează pe Skye la mare înălțime                                            | 8 martie 2018      |
| 108          | Pups Go for the Gold                                             | Cățelușii caută aur                                                                      | 8 martie 2018      |
| 109          | Pups Save an Extreme Lunch                                       | Cățelușii salvează prânzul periculos                                                     | 30 martie 2018     |
| 109          | Pups Save a Cat Burglar                                          | Cățelușii salvează un hoț de pisici                                                      | 30 martie 2018     |
| 110          | Sea Patrol: Pups Save the Flying Diving Bell                     | Patrula mării: cățelușii recuperează submarinul                                          | 20 aprilie 2018    |
| 110          | Sea Patrol: Pups Save a Soggy Farm                               | Patrula: cățelușii și ferma inundată                                                     | 20 aprilie 2018    |
| 111          | Pups Save the Butterflies                                        | Cățelușii salvează fluturii                                                              | 3 mai 2018         |
| 111          | Pups Save an Underground Chicken                                 | Cățelușii salvează un pui în subteran                                                    | 3 mai 2018         |
| 112          | Pups Save the Bookmobile                                         | Cățelușii salvează camionul cu cărți                                                     | 1 mai 2018         |
| 112          | Pups Save Heady Humdinger                                        | Cățelușii îl salvează pe Humdinger                                                       | 1 mai 2018         |
| 113          | Sea Patrol: Pups Save Their Pirated Sea Patroller                | Patrula mării: Cățelușii salvează nava de pirați                                         | 25 mai 2018        |
| 114          | Pups Save the PawPaws                                            | Cățelușii salvează mica Patrulă a cățelușilor                                            | 28 iunie 2018      |
| 114          | Pups Save a Popped Top                                           | Cățelușii salvează un acoperiș                                                           | 28 iunie 2018      |
| 115          | Ultimate Rescue: Pups Save the Royal Kitties                     | Misiune de salvare: Cățelușii salvează pisicuțele regale                                 | 22 iunie 2018      |
| 116          | Pups Save the Snowshoeing Goodways                               | Cățelușii salvează familia Goodway                                                       | 17 iulie 2018      |
| 116          | Pups Save a Duck Pond                                            | Cățelușii salvează un iaz de rățuște                                                     | 17 iulie 2018      |
| 117          | Sea Patrol: Pups Save Tilly Turbot                               | Patrula Mării: Cățelușii o salvează pe Tilly Turbot                                      | 19 iulie 2018      |
| 117          | Pups Save an Upset Elephant                                      | Cățelușii salvează un elefant supărat                                                    | 19 iulie 2018      |
| 118          | Ultimate Rescue: Pups Save the Tigers                            | Misiune de salvare: Cățelușii salvează tigrii                                            | 10 august 2018     |
| 119          | Pups and the Mystery of the Driverless Snow Cat                  | Cățelușii și misterul Sno-pisicii telecomandate                                          | 3 septembrie 2018  |
| 119          | Rocky Saves Himself                                              | Rocky se salvează singură                                                                | 3 septembrie 2018  |
| 120          | Pups Save the Trick-or-Treaters                                  | Cățelușii salvează colindătorii de Halloween                                             | 8 octombrie 2018   |
| 120          | Pups Save an Out of Control Mini Patrol                          | Cățelușii salvează mini-patrula ieșită de sub control                                    | 8 octombrie 2018   |
| 121          | Ultimate Rescue: Pups Save the Movie Monster                     | Misiune de salvare: Cățelușii salvează monstrul din film                                 | 21 septembrie 2018 |
| 122          | Mission PAW: Pups Save a Royal Concert                           | Misiunea Cățelușilor: Cățelușii salvează concertul                                       | 26 octombrie 2018  |
| 122          | Mission PAW: Pups Save the Princess' Pals                        | Misiunea Cățelușilor: Cățelușii salvează un amic                                         | 26 octombrie 2018  |
| 123          | Pups and the Werepuppy                                           | Cățelușii și Werepuppy                                                                   | 12 octombrie 2018  |
| 123          | Pups Save a Sleepwalking Mayor                                   | Cățelușii salvează un primar somnambul                                                   | 12 octombrie 2018  |
| 124          | Ultimate Rescue: Pups and the Hidden Golden Bones                | Misiune de salvare: cățelușii și aurul ascuns                                            | 30 noiembrie 2018  |
| 124          | Ultimate Rescue: Pups Save a Swamp Monster                       | Misiune de salvare: cățelușii salvează o creatură de mlaștină                            | 30 noiembrie 2018  |
| 125          | Pups Save Ms. Marjorie's House                                   | Cățelușii salvează casa Doamnei Marjorie                                                 | 16 noiembrie 2018  |
| 125          | Pups Save a Cuckoo Clock                                         | Cățelușii salvează un ceas cu cuc                                                        | 16 noiembrie 2018  |
| 126          | Pups Save a Windy Bay                                            | Cățelușii salvează un golf bătut de vânt                                                 | 21 noiembrie 2018  |
| 126          | Pups Save Thanksgiving                                           | Cățelușii salvează Ziua Recunoștinței                                                    | 21 noiembrie 2018  |
| 127          | Pups Save the Fizzy Pickles                                      | Cățelușii salvează murăturile acidulate                                                  | 14 decembrie 2018  |
| 127          | Pups Save a Frozen Camp Out                                      | Cățelușii salvează din zăpadă o excursie de camping                                      | 14 decembrie 2018  |
| 128          | Pups Save a Mascot                                               | Cățelușii salvează o mascotă                                                             | 31 decembrie 2018  |
| 128          | Pups Save a Pluck-O-Matic                                        | Cățelușii salvează un Pluck-O-Matic                                                      | 31 decembrie 2018  |
| 129          | Ultimate Rescue: Pups Save a Runaway Stargazer                   | Misiune de salvare: cățelușii salvează un observator astronomic mișcător                 | 21 ianuarie 2019   |
| 130          | Pups Save Ace's Birthday Surprise                                | Cățelușii salvează surpriza de ziua lui Ace                                              | 25 ianuarie 2019   |
| 130          | Pups Save a Tower of Pizza                                       | Cățelușii salvează un turn de pizza                                                      | 25 ianuarie 2019   |
| SPECIAL      |                                                                  |                                                                                          |                    |
| S02          | Ready Race Rescure                                               | Pe locuri, fiți gata, să pornim!                                                         | 5 august 2019      |
| SEZONUL 6    |                                                                  |                                                                                          |                    |
| 131          | Pups Save the Jungle Penguins                                    | Cățelușii salvează pinguini în junglă                                                    | 22 februarie 2019  |
| 131          | Pups Save a Freighter                                            | Cățelușii salvează un cargobot                                                           | 22 februarie 2019  |
| 132          | Ultimate Rescue: Pups Stop a Meltdown                            | Misiune de salvare: Cățelușii opresc o topire                                            | 4 martie 2019      |
| 132          | Ultimate Rescue: Pups and the Mystery of the Missing Cell Phones | Misiune de salvare: Cățelușii și misterul telefoanelor dispărute                         | 4 martie 2019      |
| 133          | Pups Save a Melon Festival                                       | Cățelușii salvează un festival al pepenilor galbeni                                      | 15 martie 2019     |
| 133          | Pups Save a Cow                                                  | Cățelușii salvează o vacă                                                                | 15 martie 2019     |
| 134          | Pups Save the Honey                                              | Cățelușii salvează mierea                                                                | 26 aprilie 2019    |
| 134          | Pups Save Mayor Goodway's Purse                                  | Cățelușii salvează gentuța primarului Goodway                                            | 26 aprilie 2019    |
| 135          | Ultimate Rescue: Pups Save the Mountain Climbers                 | Misiune de salvare: cățelușii salvează alpiniștii                                        | 19 aprilie 2019    |
| 135          | Ultimate Rescue: Pups Save Captain Gordy                         | Misiune de salvare: cățelușii salvează căpitanul Gordy                                   | 19 aprilie 2019    |
| 136          | Pups and the Stinky Bubble Trouble                               | Cățelușii și necazul cu bula mirositoare                                                 | 3 mai 2019         |
| 136          | Pups Save the Baby Ostriches                                     | Cățelușii salvează puii de struț                                                         | 3 mai 2019         |
| 137          | Pups Save Gustavo's Guitar                                       | Cățelușii salvează chitara lui Gustavo                                                   | 27 mai 2019        |
| 137          | Pups Save the Yoga Goats                                         | Cățelușii salvează caprele yoghine                                                       | 27 mai 2019        |
| 138          | Pups Save Bedtime                                                | Cățelușii salvează ora de culcare                                                        | 6 iulie 2019       |
| 138          | Pups Save Chickaletta's Egg                                      | Cățelușii salvează oul Chickalettei                                                      | 6 iulie 2019       |
| 139          | Mighty Pups, Super Paws: When Super Kitties Attack               | Super Cățelușii: Când Super pisicuțele atacă                                             | 28 iunie 2019      |
| 140          | Pups Save a Manatee                                              | Cățelușii salvează un lamantin                                                           | 20 iulie 2019      |
| 140          | Pups Save Breakfast                                              | Cățelușii salvează micul dejun                                                           | 20 iulie 2019      |
| 141          | Pups Save the Land Pirates                                       | Cățelușii salvează piratii de uscat                                                      | 27 iulie 2019      |
| 141          | Pups Save the Birdwatching Turbots                               | Cățelușii salvează Turboții care se uită la pasări                                       | 27 iulie 2019      |
| 142          | Mighty Pups, Super Paws: Pups Meet the Mighty Twins              | Super Cățelușii: Cățelușii se întâlnesc cu Super Gemenii                                 | 26 iulie 2019      |
| 143          | Pups Save a Freaky Pup-Day                                       | Cățelușii salvează ziua puiului ciudat                                                   | 10 august 2019     |
| 143          | Pups Save a Runaway Mayor                                        | Cățelușii salvează un primar fugar                                                       | 10 august 2019     |
| 144          | Pups Save a Bat Family                                           | Cățelușii salvează o familie de lilieci                                                  | 4 octombrie 2019   |
| 144          | Pups Save a Mud Monster                                          | Cățelușii salvează un monstru de noroi                                                   | 4 octombrie 2019   |
| 145          | Mighty Pups, Super Paws: Pups Save a Giant Chicken               | Super Cățelușii: Cățelușii salvează un pui gigant                                        | 2 septembrie 2019  |
| 145          | Mighty Pups, Super Paws: Pups Stop Harold's Deep Freeze          | Super Cățelușii: Cățelusii opresc înghețarea adâncă al lui Harold                        | 2 septembrie 2019  |
| 146          | Pups Save the Balloon Pups                                       | Cățelușii salvează balonul cățelușilor                                                   | 26 octombrie 2018  |
| 146          | Pups Save the Spider Spies                                       | Cățelușii salvează spionii păianjeni                                                     | 26 octombrie 2018  |
| 147          | Pups Save the Bears                                              | Cățelușii salvează urșii                                                                 | 2 noiembrie 2019   |
| 147          | Pups Save a Farmerless Farm                                      | Cățelușii salvează o fermă care nu are fermier                                           | 2 noiembrie 2019   |
| 148          | Mighty Pups, Super Paws: Pups and the Big Twin Trick             | Super Cățelușii: Cățelușii și șmecheria geamănului mare                                  | 11 octombrie 2019  |
| 148          | Mighty Pups, Super Paws: Pups Save a Mega Mayor                  | Super Cățelușii: Cățelusii salvează mega primarul                                        | 11 octombrie 2019  |
| 149          | Pups Save a White Wolf                                           | Cățelușii salvează un lup alb                                                            | 16 noiembrie 2019  |
| 149          | Pups Save a Wrong Way Explorer                                   | Cățelușii salvează un explorator rătăcit                                                 | 16 noiembrie 2019  |
| 150          | Pups Save the Squirrels                                          | Cățelușii salvează veverițele                                                            | 14 noiembrie 2019  |
| 150          | Pups Save a Roo                                                  | Cățelușii salvează un cangur                                                             | 14 noiembrie 2019  |
| 151          | Mighty Pups, Charged Up: Pups vs. the Copycat                    | Super Cățelușii contra Pisicii copiatoare                                                | 21 decembrie 2019  |
| 152          | Pups Save a Humsquatch                                           | Cățelușii salvează un Humsquatch                                                         | 11 ianuarie 2020   |
| 152          | Pups Stop a Far Flung Flying Disc                                | Cățelușii salvează un Disc zburător aruncat departe                                      | 11 ianuarie 2020   |
| 153          | Pups Rescue a Rescuer                                            | Cățelușii salvează un salvator                                                           | 18 ianuarie 2020   |
| 153          | Pups Save the Phantom of the Frog Pond                           | Cățelușii salvează fantoma din Frog Pond                                                 | 18 ianuarie 2020   |
| 154          | Mighty Pups, Charged Up: Pups Stop a Big Bad Bot                 | Super Cățelușii: Cățelusii opresc un robot mare și rău                                   | 25 ianuarie 2020   |
| 154          | Mighty Pups, Charged Up: Pups vs. the Dome                       | Super Cățelușii: contra domului                                                          | 25 ianuarie 2020   |
| 155          | Ultimate Rescue: Pups Save the Opening Ceremonies                | Misiune de salvare: Cățelușii salvează ceremonia inaugurală                              | 15 februarie 2020  |
| 155          | Ultimate Rescue: Pups Save the Adventure Bay Games               | Misiune de salvare: Cățelușii salvează medaliile                                         | 15 februarie 2020  |
| 156          | Pups Save a Tour Bus                                             | Cățelușii salvează un autobuz turistic                                                   | 22 februarie 2020  |
| 156          | Pups Save Midnight at the Museum                                 | Cățelușii salvează miezul nopții la muzeu                                                | 22 februarie 2020  |
| SPECIAL      |                                                                  |                                                                                          |                    |
| S03          | Jet to the Rescure                                               | Salvare cu reacție                                                                       | 25 septembrie 2020 |
| SEZONUL 7    |                                                                  |                                                                                          |                    |
| 157          | Mighty Pups, Charged Up: Pups Stop a Humdinger Horde             | Super Cățeluși: Cățelușii opresc o hoardă                                                | 27 martie 2020     |
| 157          | Mighty Pups, Charged Up: Pups Save a Mighty Lighthouse           | Super Cățelușii: Cățelușii salvează farul puternic                                       | 27 martie 2020     |
| 158          | Pups Save Election Day                                           | Cățelușii salvează ziua alegerilor                                                       | 9 mai 2020         |
| 158          | Pups Save the Bubble Monkeys                                     | Cățelușii salvează maimuțele                                                             | 9 mai 2020         |
| 159          | Pups Save an Antarctic Martian                                   | Cățelușii salvează un marțian antarctic                                                  | 8 mai 2020         |
| 159          | Pups Save the Maze Explorers                                     | Cățelușii salvează exploratorii de labirinte                                             | 8 mai 2020         |
| 160          | Mighty Pups, Charged Up: Pups vs. Three Super Baddies            | Super Cățelușii: Cățelușii vs. trei super-răufăcători                                    | 17 aprilie 2020    |
| 161          | Pups Save a Waiter Bot                                           | Cățelușii salvează un robot ospătar                                                      | 30 mai 2020        |
| 161          | Pups Stop a Pie-Clone                                            | Cățelușii opresc un ciclon de plăcinte                                                   | 30 mai 2020        |
| 162          | Dino Rescue: Pups and the Lost Dino Eggs                         | Salvarea dino: Cățelușii și ouăle pierdute de dinozaur                                   | 13 iunie 2020      |
| 163          | Dino Rescue: Pups Save a Pterodactyl                             | Salvarea dino: Cățelușii salvează un pterodactil                                         | 27 iunie 2020      |
| 163          | Dino Rescue: Pups and the Big Rumble                             | Salvarea dino: Marea bubuitură                                                           | 27 iunie 2020      |
| 164          | Dino Rescue: Pups Save a Hum-Dino                                | Salvarea dino: Cățelușii salvează un Hum-dino                                            | 11 iulie 2020      |
| 165          | Dino Rescue: Pups Save a Sore Dino                               | Salvarea dino: Cățelușii salvează un dino în durere                                      | 25 iulie 2020      |
| 165          | Dino Rescue: Pups Save the Triceratops Tag-Alongs                | Salvarea dino: Cățelușii salvează Triceratops                                            | 25 iulie 2020      |
| 166          | Pups Save the Big Bad Bird Crew                                  | Cățelușii salvează un stol de păsări                                                     | 10 iulie 2020      |
| 166          | Pups Save a Soapbox Derby                                        | Cățelușii salvează o cursă de mașinuțe                                                   | 10 iulie 2020      |
| 167          | Pups Save the Skydivers                                          | Cățelușii salvează parașutiștii                                                          | 21 august 2020     |
| 167          | Pups Save the Cupcakes                                           | Cățelușii salvează brioșele                                                              | 21 august 2020     |
| 168          | Ultimate Rescue: Pups Save the Pupmobiles                        | Misiune de salvare: Cățelușii salvează hum-mobilul                                       | 5 septembrie 2020  |
| 169          | Pups Save a Lost Gold Miner                                      | Cățelușii salvează un miner din junglă                                                   | 19 septembrie 2020 |
| 169          | Pups Save Uncle Otis from His Cabin                              | Cățelușii îl salvează pe Unchiul Otis din cabina sa                                      | 19 septembrie 2020 |
| 170          | Pups Save a Rocket Roller Skater                                 | Cățelușii salvează un patinator pe role                                                  | 3 octombrie 2020   |
| 170          | Pups Save Ryder's Surprise                                       | Cățelușii salvează surpriza lui Ryder                                                    | 3 octombrie 2020   |
| 171          | Pups Save the Marooned Mayors                                    | Cățelușii îi salvează pe primarii izolați                                                | 24 octombrie 2020  |
| 171          | Pups Save the Game Show                                          | Cățelușii salvează concursul                                                             | 24 octombrie 2020  |
| 172          | Pups Save the Chalk Art                                          | Cățelușii salvează desenele cu creta                                                     | 6 noiembrie 2020   |
| 172          | Pups Save the Hot Potato                                         | Cățelușii salvează cartofii                                                              | 6 noiembrie 2020   |
| 173          | Pups Save a Bah Humdinger                                        | Cățelușii salvează un Bah Humdinger                                                      | 20 noiembrie 2020  |
| 174          | Pups Save Little Hairy                                           | Cățelușii îl salvează pe Micuțul Hairy                                                   | 21 noiembrie 2020  |
| 174          | Pups Save a Kooky Climber                                        | Cățelușii salvează un cățărător                                                          | 21 noiembrie 2020  |
| 175          | Pups Save Queen Cluck-Cluck                                      | Cățelușii o salvează pe regina cotcodac                                                  | 19 decembrie 2020  |
| 175          | Pups Save a Desert Flounder                                      | Cățelușii salvează vasul vasul din deșert                                                | 19 decembrie 2020  |
| 176          | Moto Pups: Pups vs. the Ruff-Ruff Pack                           | Cățelușii moto: Cățelușii vs. Hum-Hum Pack                                               | 15 ianuarie 2021   |
| 177          | Pups Save a Trash-dinger                                         | Cățelușii salvează un vagabond al gunoaielor                                             | 30 ianuarie 2021   |
| 177          | Pups Save the Royal Armor                                        | Cățelușii salvează armura regală                                                         | 30 ianuarie 2021   |
| 178          | Moto Pups: Pups Save the Donuts                                  | Cățelușii moto: Cățelușii salvează gogoșile                                              | 13 februarie 2021  |
| 178          | Moto Pups: Pups Save the Kitties                                 | Cățelușii moto: Cățelușii salvează pisicuțele                                            | 13 februarie 2021  |
| 179          | Moto Pups: Pups Save a Moto Mayor                                | Cățelușii moto: Cățelușii salvează un primar moto                                        | 27 februarie 2021  |
| 180          | Moto Pups: Rescue at Twisty Top Mesa                             | Cățelușii moto: Salvare la Twisty Top Mesa                                               | 13 martie 2021     |
| 180          | Moto Pups: Pups Save a Sneezy Chase                              | Cățelușii moto: Cățelușii îl salvează pe alergicul Chase                                 | 13 martie 2021     |
| 181          | Ultimate Rescue: Pups Stop a Junk-Monster                        | Misiune de salvare: Cățelușii-l opresc pe Monstrul vechiturilor                          | 26 februarie 2021  |
| 181          | Pups Save the Whale Pod                                          | Cățelușii salvează grupul de balene                                                      | 26 februarie 2021  |
| 182          | Pups Save Thundermouth                                           | Cățelușii în salvarea Thundermouth                                                       | 10 aprilie 2021    |
| 182          | Pups Save a Class Pet                                            | Cățelușii salvează un animăluț de companie                                               | 10 aprilie 2021    |
| SEZONUL 8    |                                                                  |                                                                                          |                    |
| 183          | Pups Save a Runaway Rooster                                      | Cățelușii salvează un cocoș fugar                                                        | 15 mai 2021        |
| 183          | Pups Save a Snowbound Cow                                        | Cățelușii salvează o vacă din zăpadă                                                     | 15 mai 2021        |
| 184          | Pups Save a Sweet Mayor                                          | Cățelușii salvează un primar dulce                                                       | 2 aprilie 2021     |
| 184          | Pups Save a Magic Trick                                          | Cățelușii salvează un truc de magie                                                      | 2 aprilie 2021     |
| 185          | Pups Save a Rubble-Double                                        | Cățelușii salvează dublura lui Rubble                                                    | 29 mai 2021        |
| 185          | Pups Save a Clown                                                | Cățelușii salvează un clovn                                                              | 29 mai 2021        |
| 186          | Pups Stop the Cheetah                                            | Cățelușii opresc ghepardul                                                               | 12 iunie 2021      |
| 187          | Pups Save the Mustache                                           | Cățelușii salvează mustața                                                               | 19 iunie 2021      |
| 187          | Pups Save the Funhouse                                           | Cățelușii salvează casa distracțiilor                                                    | 19 iunie 2021      |
| 188          | Sea Patrol: Pups Save a Water Walker                             | Patrula Marină: Cățelușii salvează un umblător pe apă                                    | 18 iunie 2021      |
| 188          | Sea Patrol: Pups Save a Windsurfer                               | Patrula Marină: Cățelușii salvează un surfer                                             | 18 iunie 2021      |
| 189          | Pups Save the Hiding Elephants                                   | Cățelușii salvează elefanți care se ascund                                               | 3 iulie 2021       |
| 189          | Pups Save a Yodeler                                              | Cățelușii salvează un cântăreț în natură                                                 | 3 iulie 2021       |
| 190          | Pups Save the Dizzy Dust Express                                 | Cățelușii salvează Dizzy Dust Express                                                    | 10 iulie 2021      |
| 190          | Pups Save the Treetop Trekkers                                   | Cățelușii salvează cățărătorii în copaci                                                 | 10 iulie 2021      |
| 191          | Pups Save the Treasure Cruise                                    | Cățelușii salvează croaziera comorii                                                     | 24 iulie 2021      |
| 191          | Pups Save Rocket Ryder                                           | Cățelușii salvează racheta lui Ryder                                                     | 24 iulie 2021      |
| 192          | Pups and Katie Stop the Barking Kitty Crew                       | Cățelușii și Katie opresc grupul de pisicuțe care latră                                  | 13 august 2021     |
| 192          | Pups Save the Glasses                                            | Cățelușii salvează ochelarii                                                             | 13 august 2021     |
| 193          | Pups vs. a Neon Humdinger                                        | Cățelușii vs. Humdinger în neon                                                          | 6 august 2021      |
| 193          | Pups Save a Royal Painting                                       | Cățelușii salvează un tablou regal                                                       | 6 august 2021      |
| 194          | Pups Save a Chicken Tulip                                        | Cățelușii salvează o lalea                                                               | 2 octombrie 2021   |
| 194          | Pups Stop an Xtreme Shark                                        | Cățelușii opresc un rechin Xtrem                                                         | 2 octombrie 2021   |
| 195          | Pups Save a Show Jumper                                          | Cățelușii salvează un săritor de spectacol                                               | 24 septembrie 2021 |
| 195          | Pups Save the Salmon                                             | Cățelușii salvează somonii                                                               | 24 septembrie 2021 |
| 196          | Pups vs. Ouchy Paws                                              | Cățelușii vs. Cățelușii Ouchy                                                            | 22 octombrie 2021  |
| 196          | Pups Save a Glow-in-the-Dark Party                               | Cățelușii salvează o petrecere de strălucit în întuneric                                 | 22 octombrie 2021  |
| 197          | Rescue Knights: Quest for the Dragon's Tooth                     | Cavalerii salvatori: Misiunea pentru dintele Dragonului                                  | 13 noiembrie 2021  |
| 198          | Pups Stop a Super Shaker                                         | Cățelușii opresc o mașină de scuturat                                                    | 5 noiembrie 2021   |
| 198          | Pups Save a Flying Farmhouse                                     | Cățelușii salvează o fermă zburătoare                                                    | 5 noiembrie 2021   |
| 199          | Pups Save a Box Fort                                             | Cățelușii salvează un castel din cutii                                                   | 27 noiembrie 2021  |
| 199          | Pups Save Travelin' Travis from Really Big Bill!                 | Cățelușii îl salvează pe călătorul Travis                                                | 27 noiembrie 2021  |
| 200          | Rescue Knights: Pups Save a Dozing Dragon                        | Cavalerii salvatori: Cățelușii salvează un dragon adormit                                | 4 decembrie 2021   |
| 201          | Rescue Knights: Pups Save a Tournament                           | Cavalerii salvatori: Cățelușii salvează un turneu                                        | 11 decembrie 2021  |
| 201          | Rescue Knights: Pups Save the Baby Dragons                       | Cavalerii salvatori: Cățelușii salvează dragonii                                         | 11 decembrie 2021  |
| 202          | Rescue Knights: Pups Break the Ice                               | Cavalerii salvatori: Cățelușii sparg gheața                                              | 18 decembrie 2021  |
| 202          | Rescue Knights: Pups Save Excalibark                             | Cavalerii salvatori: Cățelușii salvează Excalibark                                       | 18 decembrie 2021  |
| 203          | Dancing with Luke Stars                                          | Dans cu Luke Stars                                                                       | 19 februarie 2022  |
| 203          | Pups Save a Mischievous Octopus                                  | Cățelușii salvează o caracatiță neastâmpărată                                            | 19 februarie 2022  |
| 204          | Pups Save the Kitties and the Kiddies                            | Cățelușii salvează pisicuțele și copilașii                                               | 26 februarie 2022  |
| 204          | Pups Save a Greenhouse                                           | Cățelușii salvează sera                                                                  | 26 februarie 2022  |
| 205          | Pups Save the Floating Goodways                                  | Cățelușii îi salvează pe cei din familia Goodway                                         | 5 martie 2022      |
| 205          | Pups Save the Portable Pet Wash                                  | Cățelușii salvează dispozitivul de spălare animale                                       | 5 martie 2022      |
| 206          | Pups Save a Lonesome Walrus                                      | Cățelușii salvează o morsă singuratică                                                   | 12 martie 2022     |
| 206          | Pups Save the Hummy Gummies                                      | Cățelușii salvează Hummy Gummies                                                         | 12 martie 2022     |
| 207          | Cat Pack/PAW Patrol Rescue: Rubble and Wild and a Yarn Ball!     | Intervenție Patrula pisoilor-Patrula cățelușilor: Rubble și sălbăticia și o minge de foc | 1 aprilie 2022     |
| 207          | Cat Pack/PAW Patrol Rescue: Skye and Rory Flip It                | Intervenție Patrula pisoilor-Patrula cățelușilor: Skye și Rory se ocupă                  | 1 aprilie 2022     |
| 207          | Cat Pack/PAW Patrol Rescue: Marshall, Leo and a Ferris Wheel     | Intervenție Patrula pisoilor-Patrula cățelușilor: Marshall, Leo și roata lui Ferris      | 1 aprilie 2022     |
| 207          | Cat Pack/PAW Patrol Rescue: Everest, Shade and the Mountain Goat | Intervenție Patrula pisoilor-Patrula cățelușilor: Everest, Shade și capra în munte       | 1 aprilie 2022     |
| 208          | Pups Stop a Big Leak                                             | Cățelușii opresc scurgerea mare                                                          | 1 aprilie 2022     |
| 208          | Pups Save a Baby Anteater                                        | Cățelușii salvează un pui de furnicar                                                    | 1 aprilie 2022     |
| 208          | Pups Save a Hatch Day                                            | Cățelușii salvează ziua clocirii                                                         | 1 aprilie 2022     |
| 208          | Pups Save the Munchie Mobile                                     | Cățelușii salvează un Munchie Mobile                                                     | 1 aprilie 2022     |
| SEZONUL 9    |                                                                  |                                                                                          |                    |
| 209          | Liberty Makes a New Friend                                       | Liberty își face un nou prieten                                                          | 25 martie 2022     |
| 209          | Pups Save the Pup Pup Boogie Contest                             | Cățelușii salvează concursul Ham Ham Boogie                                              | 25 martie 2022     |
| 210          | Pups Meet the Cat Pack                                           | Cățelușii întâlnesc Patrula pisoilor                                                     | 28 mai 2022        |
| 211          | Cat Pack/PAW Patrol Rescue: Rocket Rescuers                      | Intervenție Patrula pisoilor-Patrula cățelușilor: Salvatorii rachetei                    | 11 iunie 2022      |
| 211          | Cat Pack/PAW Patrol Rescue: The Golden Lion Mask                 | Intervenție Patrula pisoilor-Patrula cățelușilor: Masca leului de aur                    | 11 iunie 2022      |
| 212          | Cat Pack/PAW Patrol Rescue: The Cat That Roared                  | Intervenție Patrula pisoilor-Patrula cățelușilor: Răgetul pisicii                        | 24 iunie 2022      |
| 212          | Cat Pack/PAW Patrol Rescue: Saving the Safe                      | Intervenție Patrula pisoilor-Patrula cățelușilor: Salvarea seifului                      | 24 iunie 2022      |
| 213          | Pups Save a Humdinger Doll                                       | Cățelușii salvează o păpușă Humdinger                                                    | 9 iulie 2022       |
| 213          | Pups Save a Sand Sculpture Contest                               | Cățelușii salvează un concurs de sculptură în nisip                                      | 9 iulie 2022       |
| 214          | Big Truck Pups: Pups Stop a Flood                                | Cățelușii camionagii: Cățelușii opresc o viitură                                         | 23 iulie 2022      |
| 215          | Pups Save the Tooth Fairy                                        | Cățelușii o salvează pe Zâna Măseluță                                                    | 6 august 2022      |
| 215          | Pups Solve the Mystery of the Missing Art                        | Cățelușii dezleagă misterul tablourilor dispărute                                        | 6 august 2022      |
| 216          | Pups Save the Hatchlings                                         | Cățelușii camionagii salvează o antenă                                                   | 13 august 2022     |
| 216          | Pups Save a Wrongway Farmhand                                    | Cățelușii salvează un lucrător la fermă                                                  | 13 august 2022     |
| 217          | Big Truck Pups: Pups Save the Bridge                             | Cățelușii camionagii: Cățelușii salvează podul                                           | 20 august 2022     |
| 218          | Big Truck Pups: Pups Save a Sliding Chalet                       | Cățelușii camionagii: Salvarea boxelor furate                                            | 27 august 2022     |
| 218          | Big Truck Pups: Pups Save a Really Big Dish                      | Cățelușii camionagii: Salvarea țevilor uriașe                                            | 27 august 2022     |
| 219          | Big Truck Pups: Pups Save the Swiped Speakers                    | Cățelușii camionagii salvează o cabană care alunecă                                      | 3 septembrie 2022  |
| 219          | Big Truck Pups: Pups Save the Big Big Pipes                      | Cățelușii camionagii: Cățelușii salvează puișorii                                        | 3 septembrie 2022  |
| 220          | Pups Stop the Return of Humsquatch                               | Cățelușii împiedică întoarcerea lui Humsquatch                                           | 10 septembrie 2022 |
| 220          | Pups Save a Lonely Ghost                                         | Cățelușii salvează o fantomă singuratică                                                 | 10 septembrie 2022 |
| 221          | Mighty Pups, Super Paws: Pups Stop a Mighty Eel                  | Puternicii cățeluși opresc un țipar gigantic                                             | 17 septembrie 2022 |
| 221          | Mission PAW: Pups Save a Floating Royal Carriage                 | Cățelușii salvează o trăsură regală plutitoare                                           | 17 septembrie 2022 |
| 222          | Aqua Pups: Pups Save a Floating Castle                           | Cățelușii subacvatici salvează un castel plutitor                                        | 12 noiembrie 2022  |
| 223          | Dino Rescue: Pups Save a T-Rex Tyke                              | Salvarea dino: Cățelușii salvează un pui de T-Rex                                        | 26 noiembrie 2022  |
| 223          | Pups Save a Playful Elephant Calf                                | Cățelușii salvează un pui jucăuș de elefant                                              | 26 noiembrie 2022  |
| 224          | All Paws on Deck                                                 | Este necesară implicarea tuturor membrilor                                               | 10 decembrie 2022  |
| 225          | Pups Save Katie and Some Kitties                                 | Cățelușii o salvează Katie și niște pisicuțe                                             | 24 decembrie 2022  |
| 225          | Pups Save a Helo Humdinger                                       | Cățelușii îl salvează pe pilotul Humdinger                                               | 24 decembrie 2022  |
| 226          | Aqua Pups: Pups Save a Mer-Race                                  | Patrula cățelușilor salvează întrecerea                                                  | 25 decembrie 2022  |
| 227          | Aqua Pups: Pups Save a Merdinger                                 | Cățelușii acvatici salvează un Merdinger                                                 | 13 ianuarie 2023   |
| 227          | Aqua Pups: Pups Save the Whale Patroller                         | Cățelușii acvatici salvează submarinul de patrulare                                      | 13 ianuarie 2023   |
| 228          | Aqua Pups: Pups Save the Reef                                    | Cățelușii acvatici salvează reciful                                                      | 23 ianuarie 2023   |
| 228          | Aqua Pups: Pups Stop a Giant Squid                               | Cățelușii acvatici opresc un calmar uriaș                                                | 23 ianuarie 2023   |
| 229          | Pups Save a Flamingo Dancer                                      | Cățelușii salvează un dansator flamingo                                                  | 18 februarie 2023  |
| 229          | Pups Save a Mayor and Her Mini                                   | Cățelușii salvează o primăriță și pe miniatura ei                                        | 18 februarie 2023  |
| 230          | Pups Save the Wind Trekkers                                      | Cățelușii salvează excursionistele                                                       | 3 februarie 2023   |
| 230          | Pups Save a Trophy                                               | Cățelușii salvează trofeul                                                               | 3 februarie 2023   |
| 231          | Pups Save Alex's Feathery Friends                                | Cățelușii salvează prietenul înaripat al lui Alex                                        | 10 februarie 2023  |
| 231          | Pups Save a Puffy Mayor                                          | Cățelușii salvează un primar bufant                                                      | 10 februarie 2023  |
| 232          | Pups Save a Jukebox                                              | Cățelușii salvează tonomatul                                                             | 24 februarie 2023  |
| 232          | Pups Save a Mayor on a Wire                                      | Cățelușii salvează primărița acrobată                                                    | 24 februarie 2023  |
| 233          | Pups Save the Baby Space Rocks                                   | Cățelușii salvează puii de rocă spațială                                                 | 6 martie 2023      |
| 233          | Pups Save the Eddies and Emmys                                   | Cățelușii salvează copiile lui Eddie și Emmy                                             | 6 martie 2023      |
| 234          | Charger Visits the Pups                                          | Charger îi vizitează pe cățeluși                                                         | 22 aprilie 2023    |
| 234          | Pups Save a Shiny Ride                                           | Cățelușii salvează o mașină                                                              | 22 aprilie 2023    |
| SEZONUL 10   |                                                                  |                                                                                          |                    |
| 235          | Pups Save the Wacky Water Skiers                                 | Cățelușii salvează schiorii nautici amatori                                              | 27 mai 2023        |
| 235          | Pups Save the Mayor's Assistant                                  | Cățelușii îl salvează pe asistentul primarului                                           | 27 mai 2023        |
| 236          | Pups Save a High-Flying Hen                                      | Cățelușii salvează o găină zburătoare                                                    | 10 iunie 2023      |
| 236          | Pups Save a Sloth                                                | Cățelușii salvează un leneș                                                              | 10 iunie 2023      |
| 237          | Jungle Pups: Pups Find a Hidden Jungle                           | Cățelușii junglei descoperă jungla secretă                                               | 24 iunie 2023      |
| 238          | Pups Save a Windswept Polar Bear Cub                             | Cățelușii salvează un pui de urs polar rătăcit                                           | 5 iulie 2023       |
| 238          | Pups Save a Drive-In                                             | Cățelușii salvează un cinema în aer liber                                                | 5 iulie 2023       |
| 239          | Pups Save Their Digi Tal Friends                                 | Cățelușii își salvează prietenii Digi-Tal                                                | 17 iulie 2023      |
| 239          | Pups Save the Rainbow                                            | Cățelușii salvează curcubeul                                                             | 17 iulie 2023      |
| 240          | Jungle Pups: Pups Save the Big, Big Animals                      | Cătelușii junglei salvează animalele mega-mari                                           | 5 august 2023      |
| 241          | Jungle Pups: Pups Save the Meerkat Pirates                       | Cățelușii Junglei salvează Pirații Suricată                                              | 12 august 2023     |
| 241          | Jungle Pups: Pups Save a Hum-Hippo                               | Cățelușii Junglei salvează un humpopotam                                                 | 12 august 2023     |
| 242          | Jungle Pups: Pups Save a Golden Sweetie                          | Cățelușii Junglei o salvează pe Sweetie                                                  | 19 august 2023     |
| 242          | Jungle Pups: Pups Save the Giant Ants                            | Cățelușii Junglei salvează Furnicile Gigantice                                           | 19 august 2023     |
| 243          | Pups Stop a Gold Finding Machine                                 | Cățelușii opresc o mașină căutătoare de aur                                              | 26 august 2023     |
| 243          | Pups Help Mayor Humdinger Out of a Jam                           | Cățelușii îl scot pe primarul Humdinger din dificultate                                  | 26 august 2023     |
| 244          | Liberty's Mountain Rescue                                        | Misiunea de salvare montană a lui Liberty                                                | 2 septembrie 2023  |
| 244          | Pups Save a Flying Farmer Yumi                                   | Cățelușii îl salvează pe fermierul zburător Yumi                                         | 2 septembrie 2023  |
| 245          | Pups Stop the Falling Space Junk                                 | Cățelușii opresc din cădere gunoiul spațial                                              | 9 septembrie 2023  |
| 245          | Pups Stop the Giant Cuckoo                                       | Cățelușii îl opresc pe Cucul Gigant                                                      | 9 septembrie 2023  |
| 246          | Pups Save a Hum-ñata                                             | Cățelușii salvează o hum-ñata                                                            | 28 octombrie 2023  |
| 246          | Pups Stop the Foggy Skies                                        | Cățelușii pun capăt ceții                                                                | 28 octombrie 2023  |
| 247          | Mighty Pups vs. The Mayor of the Universe                        | Cățelușii cei puternici contra Primarului Universului                                    | 30 octombrie 2023  |
| 248          | Charger's Christmas Adventure                                    | Aventura de Crăciun al lui Baterie                                                       | 25 noiembrie 2023  |
| 248          | Pups Save Great Uncle Smiley's Cup                               | Cățelușii salvează trofeul unchiului Zâmbăreț                                            | 25 noiembrie 2023  |
| 249          | Pups Save a Baby Caribou                                         | Cățelușii salvează un pui de ren caribu                                                  | 9 decembrie 2023   |
| 249          | Pups Save Luke and His Luke-Alike                                | Cățelușii îi salvează pe Luke și pe dublura sa                                           |                    |
| 250          | Mighty Pups vs. The Big Chill                                    | '                                                                                        | 6 noiembrie 2023   |
| 250          | Mighty Pups vs. The Mighty Cheetah                               | '                                                                                        | 7 noiembrie 2023   |
| 251          | Mighty Pups Stop the Mighty Queen                                | '                                                                                        | 13 noiembrie 2023  |
| 251          | Mighty Pups Stop the Hiccups                                     | '                                                                                        | 14 noiembrie 2023  |
| 252          | Pups Save a Disappearing Flounder                                | '                                                                                        | 22 ianuarie 2024   |
| 252          | Pups Save Little Grandpa and Mr. Alex                            | '                                                                                        | 23 ianuarie 2024   |
| 253          | Pups Save the Elephant Spa                                       | '                                                                                        | 24 ianuarie 2024   |
| 253          | Pups Save an Underwater Otis                                     | '                                                                                        | 25 ianuarie 2024   |
| 254          | Pups vs. the Hum-Flectors                                        | '                                                                                        | 30 martie 2024     |
| 254          | Pups Save a Capybara                                             | '                                                                                        | 30 martie 2024     |
| 255          | Cat Pack: Pups & Cats Save HumCatDingerMan                       | '                                                                                        | 8 aprilie 2024     |
| 255          | Pups Save a Turbot Tournament                                    | '                                                                                        | 8 aprilie 2024     |
| 256          | Pups Save a Talkative Mini Patrol                                | '                                                                                        | 27 aprilie 2024    |
| 256          | Pups Save the History of Adventure Bay                           | '                                                                                        | 27 aprilie 2024    |
| 257          | Rescue Wheels: Pups Save Adventure Bay!                          | '                                                                                        | 11 mai 2024        |
| 258          | Pups Save a Runaway Robo-Chicken Purse                           | '                                                                                        | 6 mai 2024         |
| 258          | Pups Save the Buggy Trekkers                                     | '                                                                                        | 6 mai 2024         |
| 259          | Pups Take in a Runaway Kitty!                                    | '                                                                                        | 13 mai 2024        |
| 259          | Pups Save the Cheese Goat!                                       | '                                                                                        | 13 mai 2024        |
| 260          | Rescue Wheels: Pups vs. the Monster Mayor                        | '                                                                                        | 15 iunie 2024      |
| SEZONUL 11   |                                                                  |                                                                                          |                    |
| 261          | Rescue Wheels: Pups Save the Teetering Tower                     | '                                                                                        | 6 iulie 2024       |
| 261          | Rescue Wheels: Pups Save the Spelunkers                          | '                                                                                        | 6 iulie 2024       |
| 262          | Rescue Wheels: Pups Save the Risky Race                          | '                                                                                        | 13 iulie 2024      |
| 262          | Rescue Wheels: Pups Save the Runaway Truck                       | '                                                                                        | 13 iulie 2024      |
| 263          | Pups Plus a Plucky Chicken                                       | '                                                                                        | 20 iulie 2024      |
| 263          | Pups Save a Pet Show                                             | '                                                                                        | 20 iulie 2024      |
| 264          | Pups Save Helga & the Humsquatch                                 | '                                                                                        | 27 iulie 2024      |
| 264          | Pups Save the Missing Bone-Stone                                 | '                                                                                        | 27 iulie 2024      |
| 265          | Pups Save the Director                                           | '                                                                                        | 3 august 2024      |
| 265          | Pups Save the Super Cows                                         | '                                                                                        | 3 august 2024      |
| 266          | Air Rescue: Pups Save the Airport Opening                        | '                                                                                        | 10 august 2024     |
| 267          | Pups Save the Mountain Surfers                                   | '                                                                                        | 17 august 2024     |
| 267          | Pups Save Humdingers Home Away from Home                         | '                                                                                        | 17 august 2024     |
| 268          | Pups Get Your Goat                                               | '                                                                                        | 24 august 2024     |
| 268          | Pups Save the Crop Circles                                       | '                                                                                        | 24 august 2024     |

## Legături externe
- Patrula cățelușilor la Internet Movie Database
- PAW Patrol Arhivat în 30 decembrie 2022, la Wayback Machine.